# Cheval dans le paysage
Cheval dans le paysage – en allemand Pferd in Landschaft – est un tableau réalisé par le peintre allemand Franz Marc en 1910. Cette huile sur toile est une peinture animalière représentant un cheval nu devant un paysage à dominante jaune. L'œuvre est conservée au musée Folkwang, à Essen, depuis son acquisition en 1953.